# Жузгун Палецкого
Жузгун Палецкого; также Джузгун Палецкого, кандым Палецкого (лат. Calligonum paletzkianum) — вид двудольных растений рода Джузгун (Calligonum) семейства Гречишные (Polygonaceae).
Был впервые описан российским ботаником Дмитрием Ивановичем Литвиновым в 1913 году. В некоторых источниках растение описывается как гибридный вид (Calligonum × paletzkianum) Calligonum rubescens и Calligonum setosum.

## Распространение, описание
Встречается на пограничной территории между Туркменистаном и Узбекистаном.
Листопадный кустарник с супротивным листорасположением. Листья простые либо незаметные, размещены по длине стебля. Цветки с актиноморфным околоцветником, имеют пять лепестков. Плод — орешек.

## Значение
Культивируемое, кормовое, техническое растение.

## Замечания по охране
Редкий вид, имеющий небольшую общую площадь распространения. Число экземпляров снижается. В связи с угрозами от выпаса скота и сбора растения на дрова джузгун Палецкого считается уязвимым видом («vulnerable») согласно данным Международного союза охраны природы.
Внесён в Красную книгу Узбекистана.